# 2016년 4월 카불 테러
2016년 4월 19일 8시 50분 (UTC)경, 아프가니스탄의 수도인 카불에서 정부의 요인들을 지키고 있던 경비관리대들이 탈레반한테 폭탄 공격 받았으며, 28명은 사망했고 327명이 부상당했다. 도시 내에서 테러사건이 일어난 것 중에서 2001년 이후로 제일 크게 벌어진 사건이다.

## 상황
아프가니스탄의 내정부 대표인 세딕 세디키 (Sediq Sediqi)에 따르면 대부분 폭탄사건의 피해자들이 민간이었다고 한다. 톨로뉴스 (TOLOnews)에 따르면 테러사건에서 자살 폭탄범이 어떤 차량에 수백개나 싣고 있었던 폭발물들을 촉발하는 과정이 있었다고 하며, 아프가니스탄의 국가보안이사회가 '디파트멘트 10호'로 출동하여 총격을 가했다고 한다. 관리대들이랑 테러범들이 총 2시간이나 총격전을 벌였으며, 아프가니스탄의 보건부의 대변인인 이스마일 카와시 (Ismail Kawasi)는 총 347명이 부상당한 상태로 병원으로 입원이 되었다고 전했다.
아프가니스탄의 텔레반의 대변인인 자비훌라 무자히드 (Zabihullah Mujahid)가 이 폭탄테러에 자백했으며, 텔레반쪽에서 총 92명의 직원들과 군인들이 전사했다고 전했다.